# Смілянська міська рада
Сміля́нська міська́ ра́да — орган місцевого самоврядування в Черкаській області. Юрисдикційно здійснює свою діяльність в межах Смілянської міської територіальної громади Черкаського району Черкаської області.

## Загальні відомості
- Територія територіальної громади м.Сміла: 39,7 км²
- Населення територіальної громади м.Сміла: 65 675 осіб (станом на 2022 рік)
- Територією територіальної громади м.Сміла протікає річка Тясмин.

## Населені пункти
Міській раді підпорядковані населені пункти:
- м. Сміла
- с-ще Ірдинівка

## Склад ради
Рада складається з 34 депутатів та міського голови.
- Міський голова: Ананко Сергій Васильович
- Секретар міської ради: Студанс Юрій Іварович (до 30.04.2025)

### Керівний склад попередніх скликань
| ПІБ                          | Основні відомості                                                                   | Дата обрання | Дата звільнення |
| ---------------------------- | ----------------------------------------------------------------------------------- | ------------ | --------------- |
| Колесник Андрій Валерійович  | Міський голова, 1971 року народження                                                | 26.03.2006   | 31.10.2010      |
| Решетняк Вадим Володимирович | Міський голова, 1972 року народження, освіта середня загальна, член Партії регіонів | 31.10.2010   |                 |
| Цибко Олексій Олександрович  | Міський голова, 1967 року народження, освіта вища, самовисуванець                   | 29.10.2015   | 01.03.2017      |
| Федоренко Віктор Антонович   | В.о. міського голови (за посадою), 1963 року народження, освіта вища, безпартійний  | 01.03.2017   | 05.12.2017      |
| Синьогуб Костянтин Іванович  | В.о. міського голови (за посадою), 1976 року народження, освіта вища, безпартійний  | 05.12.2017   | 03.04.2018      |
| Цибко Олексій Олександрович  | Міський голова, 1967 року народження, освіта вища, самовисуванець                   | 03.04.2018   | 03.11.2020      |

Примітка: таблиця складена за даними джерела

### Депутати
За результатами місцевих виборів 2010 року депутатами ради стали:

#### За суб'єктами висування
| Суб'єкт висування                                       | Кількість обраних депутатів | %    |
| ------------------------------------------------------- | --------------------------- | ---- |
| Партія регіонів                                         | 26                          | 56,5 |
| Політична партія Всеукраїнське об'єднання «Батьківщина» | 6                           | 13   |
| Комуністична партія України                             | 3                           | 6,5  |
| Народна партія                                          | 3                           | 6,5  |
| Політична партія «Фронт Змін»                           | 3                           | 6,5  |
| Політична партія Всеукраїнське об'єднання «Свобода»     | 2                           | 4,3  |
| Партія промисловців і підприємців України               | 1                           | 2,2  |
| Політична партія «Наша Україна»                         | 1                           | 2,2  |
| Політична партія «Українська платформа»                 | 1                           | 2,2  |

#### За округами
| № округу                                                | Прізвище, ім'я, по батькові      | Дата визнання обраним | Освіта                    | Партійна приналежність                        | Відомості про обраного депутата                                                                                                |
| ------------------------------------------------------- | -------------------------------- | --------------------- | ------------------------- | --------------------------------------------- | --- |
| Комуністична партія України                             |                                  |                       |                           |                                               | |
| б/м                                                     | Уколов Роман Петрович            | 05.11.2010            | Освіта вища               | член Комуністичної партії України             | ПП «Поліграфія», директор |
| б/м                                                     | Харченко Іван Миколайович        | 05.11.2010            | Освіта вища               | позапартійний                                 | СМВК, військовий комісар |
| 14                                                      | Нікітченко Ольга Петрівна        | 05.11.2010            | Освіта вища               | член Комуністичної партії України             | голова ОСББ, бухгалтер |
| Народна Партія                                          |                                  |                       |                           |                                               | |
| б/м                                                     | Линник Анатолій Сергійович       | 05.11.2010            | Освіта вища               | член Народної партії                          | БУ-4 ВАТ «Одесірансбуд», головний інженер                                                                                      |
| 6                                                       | Романенко Андрій Іванович        | 05.11.2010            | Освіта вища               | член Народної партії                          | ПП «Дія», директор |
| 21                                                      | Давиденко Олексій Григорович     | 05.11.2010            | Освіта вища               | член Народної партії                          | НВПП «ДАК-Електропром», генеральний директор                                                                                   |
| Партія промисловців і підприємців України               |                                  |                       |                           |                                               | |
| 11                                                      | Лисиця Володимир Олексійович     | 05.11.2010            | Освіта вища               | позапартійний                                 | Квартальний комітет № 12, заступник голови                                                                                     |
| Партія регіонів                                         |                                  |                       |                           |                                               | |
| б/м                                                     | Литвиненко Олександр Михайлович  | 05.11.2010            | Освіта вища               | член Партії регіонів                          | Управління праці та соціального захисту населення, начальник                                                                   |
| б/м                                                     | Варивод Геннадій Григорович      | 05.11.2010            | Освіта вища               | член Партії регіонів                          | фізична особа-підприємець |
| б/м                                                     | Сенатор Микола Олександрович     | 05.11.2010            | Освіта вища               | член Партії регіонів                          | фізична особа-підприємець |
| б/м                                                     | Шапошник Андрій Борисович        | 05.11.2010            | Освіта вища               | член Партії регіонів                          | ВАТ «Смілянський цукровий комбінат», директор                                                                                  |
| б/м                                                     | Куценко Микола Володимирович     | 05.11.2010            | Освіта вища               | член Партії регіонів                          | ТОВ «Смілаенергопромтранс», директор                                                                                           |
| б/м                                                     | Лихолай Віктор Олексійович       | 05.11.2010            | Освіта вища               | член Партії регіонів                          | ТОВ «Смілапобут», директор |
| б/м                                                     | Плодистий Ярослав Олександрович  | 05.11.2010            | Освіта вища               | член Партії регіонів                          | фізична особа-підприємець |
| б/м                                                     | Косенко Любов Миколаївна         | 05.11.2010            | Освіта вища               | член Партії регіонів                          | фізична особа-підприємець |
| б/м                                                     | Шморгун Кирило Миколайович       | 05.11.2010            | Освіта вища               | член Партії регіонів                          | Комунальне підприємство «Екологія», начальник                                                                                  |
| 1                                                       | Супрун Володимир Іванович        | 05.11.2010            | Освіта вища               | член Партії регіонів                          | Смілянський центральний ринок, директор                                                                                        |
| 2                                                       | Дахно Олександр Петрович         | 05.11.2010            | Освіта вища               | член Партії регіонів                          | Смілянська міська поліклініка для дорослих, лікар-терапевт                                                                     |
| 3                                                       | Івченко Олександр Васильович     | 05.11.2010            | Освіта вища               | член Партії регіонів                          | фізична особа-підприємець |
| 4                                                       | Карло Тетяна Анатоліївна         | 05.11.2010            | Освіта вища               | член Партії регіонів                          | загальноосвітня школа І-Ш ст. № 3 м. Сміла, директор                                                                           |
| 5                                                       | Косенко Наталія Володимирівна    | 05.11.2010            | Освіта вища               | член Партії регіонів                          | Смілянська РДА, заступник голови                                                                                               |
| 7                                                       | Гайдай Інна Борисівна            | 05.11.2010            | Освіта вища               | член Партії регіонів                          | Загальноосвітня школа I-III ст. № 1, директор                                                                                  |
| 8                                                       | Крепосний Валерій Васильович     | 05.11.2010            | Освіта вища               | член Партії регіонів                          | Смілянський центральний ринок, заступник директора                                                                             |
| 9                                                       | Заєць Юрій Володимирович         | 05.11.2010            | Освіта вища               | позапартійний                                 | Міністерство надзвичайних ситуацій України в Черкаській області, начальник Смілянського районного відділу головного управління |
| 10                                                      | Хоменко Олександр Іванович       | 05.11.2010            | Освіта вища               | член Партії регіонів                          | Смілянський технікум харчових технологій, директор                                                                             |
| 12                                                      | Плюта Олександр Петрович         | 05.11.2010            | Освіта вища               | член Партії регіонів                          | Смілянське комунальне виробниче підприємство «Комунальник», директор                                                           |
| 13                                                      | Шелудько Іван Вікторович         | 05.11.2010            | Освіта вища               | член Партії регіонів                          | Квартальний комітет № 14, голова                                                                                               |
| 15                                                      | Дудкін Сергій Анатолійович       | 05.11.2010            | Освіта вища               | член Партії регіонів                          | Державне підприємство «Орізон-навігація», директор                                                                             |
| 16                                                      | Цьомра Сергій Олександрович      | 05.11.2010            | Освіта вища               | член Партії регіонів                          | Приватне підприємство «ЮККА-МЕБЛІ», директор                                                                                   |
| 17                                                      | Білостоцький Сергій Анатолійович | 05.11.2010            | Освіта вища               | член Партії регіонів                          | фізична особа-підприємець |
| 18                                                      | Бобков Микола Іванович           | 05.11.2010            | Освіта вища               | член Партії регіонів                          | Державне об'єднання «Комбінат Дніпро», інженер                                                                                 |
| 22                                                      | Мотузенко Олександр Олексійович  | 05.11.2010            | Освіта вища               | член Партії регіонів                          | фізична особа-підприємець |
| 23                                                      | Трушкевич Олег Юрійович          | 05.11.2010            | Освіта вища               | член Партії регіонів                          | фізична особа-підприємець |
| Політична партія Всеукраїнське об'єднання «Батьківщина» |                                  |                       |                           |                                               | |
| б/м                                                     | Плакса Олександр Михайлович      | 05.11.2010            | Освіта вища               | член Всеукраїнського об'єднання «Батьківщина» | Управління економічного розвитку Смілянської міської ради, начальник управління                                                |
| б/м                                                     | Золотоверхий Віктор Борисович    | 05.11.2010            | Освіта вища               | член Всеукраїнського об'єднання «Батьківщина» | Виконавчий комітет Смілянської міської ради, керуючий справами — заступник міського голови                                     |
| б/м                                                     | Горелий Дмитро Едуардович        | 05.11.2010            | Освіта вища               | член Всеукраїнського об'єднання «Батьківщина» | фізична особа-підприємець |
| б/м                                                     | Шпак Наталія Миколаївна          | 05.11.2010            | Освіта вища               | член Всеукраїнського об'єднання «Батьківщина» | Смілянський міський парк культури, директор                                                                                    |
| б/м                                                     | Шаблій Ярослав Віталійович       | 05.11.2010            | Освіта вища               | член Всеукраїнського об'єднання «Батьківщина» | Смілянська міська рада, секретар ради                                                                                          |
| 20                                                      | Сірик Станіслав Володимирович    | 05.11.2010            | Освіта вища               | член Всеукраїнського об'єднання «Батьківщина» | Смілянська загальноосвітня школа I-III ст. № 7, вчитель історії                                                                |
| Політична партія Всеукраїнське об'єднання «Свобода»     |                                  |                       |                           |                                               | |
| б/м                                                     | Голубець Станіслав Вікторович    | 05.11.2010            | Освіта вища               | член Всеукраїнського об'єднання «Свобода»     | МПП «Тайфун», директор |
| б/м                                                     | Салов Володимир Іванович         | 05.11.2010            | Освіта середня спеціальна | член Всеукраїнського об'єднання «Свобода»     | пенсіонер |
| Політична партія «Наша Україна»                         |                                  |                       |                           |                                               | |
| б/м                                                     | Шевчук Михайло Михайлович        | 05.11.2010            | Освіта вища               | позапартійний                                 | Храм Різдва Іоана Хрестителя УАПЦ м. Сміла, настоятель храму                                                                   |
| Політична партія «Українська платформа»                 |                                  |                       |                           |                                               | |
| 19                                                      | Усенко Наталія Миколаївна        | 05.11.2010            | Освіта вища               | позапартійна                                  | АСЖБ «Довіра», голова правління                                                                                                |
| Політична партія «Фронт Змін»                           |                                  |                       |                           |                                               | |
| б/м                                                     | Далібожак Іван Степанович        | 05.11.2010            | Освіта вища               | член Політичної партії «Фронт Змін»           | Смілянська міська рада, заступник міського голови                                                                              |
| б/м                                                     | Захарченко Ігор Петрович         | 05.11.2010            | Освіта вища               | член Політичної партії «Фронт Змін»           | фізична особа-підприємець |
| б/м                                                     | Березань Ярослав Григорович      | 05.11.2010            | Освіта вища               | член Політичної партії «Фронт Змін»           | Адвокатське об'єднання «Олексій Хмельницький та партнери», адвокат                                                             |